# 1751
Portal Geschichte | Portal Biografien | Aktuelle Ereignisse | Jahreskalender | Tagesartikel

◄ |
17. Jahrhundert |
18. Jahrhundert
| 19. Jahrhundert | ►

◄ |
1720er |
1730er |
1740er |
1750er
| 1760er | 1770er | 1780er | ►

◄◄ |
◄ |
1747 |
1748 |
1749 |
1750 |
1751
| 1752 | 1753 | 1754 | 1755 | ► | ►►
Staatsoberhäupter  · Nekrolog  · Literaturjahr · Musikjahr
| Januar | Januar | Januar | Januar | Januar | Januar | Januar | Januar |
| Kw     | Mo     | Di     | Mi     | Do     | Fr     | Sa     | So     |
| ------ | ------ | ------ | ------ | ------ | ------ | ------ | ------ |
| 53     |        |        |        |        | 1      | 2      | 3      |
| 1      | 4      | 5      | 6      | 7      | 8      | 9      | 10     |
| 2      | 11     | 12     | 13     | 14     | 15     | 16     | 17     |
| 3      | 18     | 19     | 20     | 21     | 22     | 23     | 24     |
| 4      | 25     | 26     | 27     | 28     | 29     | 30     | 31     |

| Februar | Februar | Februar | Februar | Februar | Februar | Februar | Februar |
| Kw      | Mo      | Di      | Mi      | Do      | Fr      | Sa      | So      |
| ------- | ------- | ------- | ------- | ------- | ------- | ------- | ------- |
| 5       | 1       | 2       | 3       | 4       | 5       | 6       | 7       |
| 6       | 8       | 9       | 10      | 11      | 12      | 13      | 14      |
| 7       | 15      | 16      | 17      | 18      | 19      | 20      | 21      |
| 8       | 22      | 23      | 24      | 25      | 26      | 27      | 28      |

| März | März | März | März | März | März | März | März |
| Kw   | Mo   | Di   | Mi   | Do   | Fr   | Sa   | So   |
| ---- | ---- | ---- | ---- | ---- | ---- | ---- | ---- |
| 9    | 1    | 2    | 3    | 4    | 5    | 6    | 7    |
| 10   | 8    | 9    | 10   | 11   | 12   | 13   | 14   |
| 11   | 15   | 16   | 17   | 18   | 19   | 20   | 21   |
| 12   | 22   | 23   | 24   | 25   | 26   | 27   | 28   |
| 13   | 29   | 30   | 31   |      |      |      |      |

| April | April | April | April | April | April | April | April |
| Kw    | Mo    | Di    | Mi    | Do    | Fr    | Sa    | So    |
| ----- | ----- | ----- | ----- | ----- | ----- | ----- | ----- |
| 13    |       |       |       | 1     | 2     | 3     | 4     |
| 14    | 5     | 6     | 7     | 8     | 9     | 10    | 11    |
| 15    | 12    | 13    | 14    | 15    | 16    | 17    | 18    |
| 16    | 19    | 20    | 21    | 22    | 23    | 24    | 25    |
| 17    | 26    | 27    | 28    | 29    | 30    |       |       |

| Mai | Mai | Mai | Mai | Mai | Mai | Mai | Mai |
| Kw  | Mo  | Di  | Mi  | Do  | Fr  | Sa  | So  |
| --- | --- | --- | --- | --- | --- | --- | --- |
| 17  |     |     |     |     |     | 1   | 2   |
| 18  | 3   | 4   | 5   | 6   | 7   | 8   | 9   |
| 19  | 10  | 11  | 12  | 13  | 14  | 15  | 16  |
| 20  | 17  | 18  | 19  | 20  | 21  | 22  | 23  |
| 21  | 24  | 25  | 26  | 27  | 28  | 29  | 30  |
| 22  | 31  |     |     |     |     |     |     |

| Juni | Juni | Juni | Juni | Juni | Juni | Juni | Juni |
| Kw   | Mo   | Di   | Mi   | Do   | Fr   | Sa   | So   |
| ---- | ---- | ---- | ---- | ---- | ---- | ---- | ---- |
| 22   |      | 1    | 2    | 3    | 4    | 5    | 6    |
| 23   | 7    | 8    | 9    | 10   | 11   | 12   | 13   |
| 24   | 14   | 15   | 16   | 17   | 18   | 19   | 20   |
| 25   | 21   | 22   | 23   | 24   | 25   | 26   | 27   |
| 26   | 28   | 29   | 30   |      |      |      |      |

| Juli | Juli | Juli | Juli | Juli | Juli | Juli | Juli |
| Kw   | Mo   | Di   | Mi   | Do   | Fr   | Sa   | So   |
| ---- | ---- | ---- | ---- | ---- | ---- | ---- | ---- |
| 26   |      |      |      | 1    | 2    | 3    | 4    |
| 27   | 5    | 6    | 7    | 8    | 9    | 10   | 11   |
| 28   | 12   | 13   | 14   | 15   | 16   | 17   | 18   |
| 29   | 19   | 20   | 21   | 22   | 23   | 24   | 25   |
| 30   | 26   | 27   | 28   | 29   | 30   | 31   |      |

| August | August | August | August | August | August | August | August |
| Kw     | Mo     | Di     | Mi     | Do     | Fr     | Sa     | So     |
| ------ | ------ | ------ | ------ | ------ | ------ | ------ | ------ |
| 30     |        |        |        |        |        |        | 1      |
| 31     | 2      | 3      | 4      | 5      | 6      | 7      | 8      |
| 32     | 9      | 10     | 11     | 12     | 13     | 14     | 15     |
| 33     | 16     | 17     | 18     | 19     | 20     | 21     | 22     |
| 34     | 23     | 24     | 25     | 26     | 27     | 28     | 29     |
| 35     | 30     | 31     |        |        |        |        |        |

| September | September | September | September | September | September | September | September |
| Kw        | Mo        | Di        | Mi        | Do        | Fr        | Sa        | So        |
| --------- | --------- | --------- | --------- | --------- | --------- | --------- | --------- |
| 35        |           |           | 1         | 2         | 3         | 4         | 5         |
| 36        | 6         | 7         | 8         | 9         | 10        | 11        | 12        |
| 37        | 13        | 14        | 15        | 16        | 17        | 18        | 19        |
| 38        | 20        | 21        | 22        | 23        | 24        | 25        | 26        |
| 39        | 27        | 28        | 29        | 30        |           |           |           |

| Oktober | Oktober | Oktober | Oktober | Oktober | Oktober | Oktober | Oktober |
| Kw      | Mo      | Di      | Mi      | Do      | Fr      | Sa      | So      |
| ------- | ------- | ------- | ------- | ------- | ------- | ------- | ------- |
| 39      |         |         |         |         | 1       | 2       | 3       |
| 40      | 4       | 5       | 6       | 7       | 8       | 9       | 10      |
| 41      | 11      | 12      | 13      | 14      | 15      | 16      | 17      |
| 42      | 18      | 19      | 20      | 21      | 22      | 23      | 24      |
| 43      | 25      | 26      | 27      | 28      | 29      | 30      | 31      |

| November | November | November | November | November | November | November | November |
| Kw       | Mo       | Di       | Mi       | Do       | Fr       | Sa       | So       |
| -------- | -------- | -------- | -------- | -------- | -------- | -------- | -------- |
| 44       | 1        | 2        | 3        | 4        | 5        | 6        | 7        |
| 45       | 8        | 9        | 10       | 11       | 12       | 13       | 14       |
| 46       | 15       | 16       | 17       | 18       | 19       | 20       | 21       |
| 47       | 22       | 23       | 24       | 25       | 26       | 27       | 28       |
| 48       | 29       | 30       |          |          |          |          |          |

| Dezember | Dezember | Dezember | Dezember | Dezember | Dezember | Dezember | Dezember |
| Kw       | Mo       | Di       | Mi       | Do       | Fr       | Sa       | So       |
| -------- | -------- | -------- | -------- | -------- | -------- | -------- | -------- |
| 48       |          |          | 1        | 2        | 3        | 4        | 5        |
| 49       | 6        | 7        | 8        | 9        | 10       | 11       | 12       |
| 50       | 13       | 14       | 15       | 16       | 17       | 18       | 19       |
| 51       | 20       | 21       | 22       | 23       | 24       | 25       | 26       |
| 52       | 27       | 28       | 29       | 30       | 31       |          |          |

| Januar | Januar | Januar | Januar | Januar | Januar | Januar | Januar |
| Kw     | Mo     | Di     | Mi     | Do     | Fr     | Sa     | So     |
| ------ | ------ | ------ | ------ | ------ | ------ | ------ | ------ |
| 53     |        |        |        |        | 1      | 2      | 3      |
| 1      | 4      | 5      | 6      | 7      | 8      | 9      | 10     |
| 2      | 11     | 12     | 13     | 14     | 15     | 16     | 17     |
| 3      | 18     | 19     | 20     | 21     | 22     | 23     | 24     |
| 4      | 25     | 26     | 27     | 28     | 29     | 30     | 31     |

| Februar | Februar | Februar | Februar | Februar | Februar | Februar | Februar |
| Kw      | Mo      | Di      | Mi      | Do      | Fr      | Sa      | So      |
| ------- | ------- | ------- | ------- | ------- | ------- | ------- | ------- |
| 5       | 1       | 2       | 3       | 4       | 5       | 6       | 7       |
| 6       | 8       | 9       | 10      | 11      | 12      | 13      | 14      |
| 7       | 15      | 16      | 17      | 18      | 19      | 20      | 21      |
| 8       | 22      | 23      | 24      | 25      | 26      | 27      | 28      |

| März | März | März | März | März | März | März | März |
| Kw   | Mo   | Di   | Mi   | Do   | Fr   | Sa   | So   |
| ---- | ---- | ---- | ---- | ---- | ---- | ---- | ---- |
| 9    | 1    | 2    | 3    | 4    | 5    | 6    | 7    |
| 10   | 8    | 9    | 10   | 11   | 12   | 13   | 14   |
| 11   | 15   | 16   | 17   | 18   | 19   | 20   | 21   |
| 12   | 22   | 23   | 24   | 25   | 26   | 27   | 28   |
| 13   | 29   | 30   | 31   |      |      |      |      |

| April | April | April | April | April | April | April | April |
| Kw    | Mo    | Di    | Mi    | Do    | Fr    | Sa    | So    |
| ----- | ----- | ----- | ----- | ----- | ----- | ----- | ----- |
| 13    |       |       |       | 1     | 2     | 3     | 4     |
| 14    | 5     | 6     | 7     | 8     | 9     | 10    | 11    |
| 15    | 12    | 13    | 14    | 15    | 16    | 17    | 18    |
| 16    | 19    | 20    | 21    | 22    | 23    | 24    | 25    |
| 17    | 26    | 27    | 28    | 29    | 30    |       |       |

| Mai | Mai | Mai | Mai | Mai | Mai | Mai | Mai |
| Kw  | Mo  | Di  | Mi  | Do  | Fr  | Sa  | So  |
| --- | --- | --- | --- | --- | --- | --- | --- |
| 17  |     |     |     |     |     | 1   | 2   |
| 18  | 3   | 4   | 5   | 6   | 7   | 8   | 9   |
| 19  | 10  | 11  | 12  | 13  | 14  | 15  | 16  |
| 20  | 17  | 18  | 19  | 20  | 21  | 22  | 23  |
| 21  | 24  | 25  | 26  | 27  | 28  | 29  | 30  |
| 22  | 31  |     |     |     |     |     |     |

| Juni | Juni | Juni | Juni | Juni | Juni | Juni | Juni |
| Kw   | Mo   | Di   | Mi   | Do   | Fr   | Sa   | So   |
| ---- | ---- | ---- | ---- | ---- | ---- | ---- | ---- |
| 22   |      | 1    | 2    | 3    | 4    | 5    | 6    |
| 23   | 7    | 8    | 9    | 10   | 11   | 12   | 13   |
| 24   | 14   | 15   | 16   | 17   | 18   | 19   | 20   |
| 25   | 21   | 22   | 23   | 24   | 25   | 26   | 27   |
| 26   | 28   | 29   | 30   |      |      |      |      |

| Juli | Juli | Juli | Juli | Juli | Juli | Juli | Juli |
| Kw   | Mo   | Di   | Mi   | Do   | Fr   | Sa   | So   |
| ---- | ---- | ---- | ---- | ---- | ---- | ---- | ---- |
| 26   |      |      |      | 1    | 2    | 3    | 4    |
| 27   | 5    | 6    | 7    | 8    | 9    | 10   | 11   |
| 28   | 12   | 13   | 14   | 15   | 16   | 17   | 18   |
| 29   | 19   | 20   | 21   | 22   | 23   | 24   | 25   |
| 30   | 26   | 27   | 28   | 29   | 30   | 31   |      |

| August | August | August | August | August | August | August | August |
| Kw     | Mo     | Di     | Mi     | Do     | Fr     | Sa     | So     |
| ------ | ------ | ------ | ------ | ------ | ------ | ------ | ------ |
| 30     |        |        |        |        |        |        | 1      |
| 31     | 2      | 3      | 4      | 5      | 6      | 7      | 8      |
| 32     | 9      | 10     | 11     | 12     | 13     | 14     | 15     |
| 33     | 16     | 17     | 18     | 19     | 20     | 21     | 22     |
| 34     | 23     | 24     | 25     | 26     | 27     | 28     | 29     |
| 35     | 30     | 31     |        |        |        |        |        |

| September | September | September | September | September | September | September | September |
| Kw        | Mo        | Di        | Mi        | Do        | Fr        | Sa        | So        |
| --------- | --------- | --------- | --------- | --------- | --------- | --------- | --------- |
| 35        |           |           | 1         | 2         | 3         | 4         | 5         |
| 36        | 6         | 7         | 8         | 9         | 10        | 11        | 12        |
| 37        | 13        | 14        | 15        | 16        | 17        | 18        | 19        |
| 38        | 20        | 21        | 22        | 23        | 24        | 25        | 26        |
| 39        | 27        | 28        | 29        | 30        |           |           |           |

| Oktober | Oktober | Oktober | Oktober | Oktober | Oktober | Oktober | Oktober |
| Kw      | Mo      | Di      | Mi      | Do      | Fr      | Sa      | So      |
| ------- | ------- | ------- | ------- | ------- | ------- | ------- | ------- |
| 39      |         |         |         |         | 1       | 2       | 3       |
| 40      | 4       | 5       | 6       | 7       | 8       | 9       | 10      |
| 41      | 11      | 12      | 13      | 14      | 15      | 16      | 17      |
| 42      | 18      | 19      | 20      | 21      | 22      | 23      | 24      |
| 43      | 25      | 26      | 27      | 28      | 29      | 30      | 31      |

| November | November | November | November | November | November | November | November |
| Kw       | Mo       | Di       | Mi       | Do       | Fr       | Sa       | So       |
| -------- | -------- | -------- | -------- | -------- | -------- | -------- | -------- |
| 44       | 1        | 2        | 3        | 4        | 5        | 6        | 7        |
| 45       | 8        | 9        | 10       | 11       | 12       | 13       | 14       |
| 46       | 15       | 16       | 17       | 18       | 19       | 20       | 21       |
| 47       | 22       | 23       | 24       | 25       | 26       | 27       | 28       |
| 48       | 29       | 30       |          |          |          |          |          |

| Dezember | Dezember | Dezember | Dezember | Dezember | Dezember | Dezember | Dezember |
| Kw       | Mo       | Di       | Mi       | Do       | Fr       | Sa       | So       |
| -------- | -------- | -------- | -------- | -------- | -------- | -------- | -------- |
| 48       |          |          | 1        | 2        | 3        | 4        | 5        |
| 49       | 6        | 7        | 8        | 9        | 10       | 11       | 12       |
| 50       | 13       | 14       | 15       | 16       | 17       | 18       | 19       |
| 51       | 20       | 21       | 22       | 23       | 24       | 25       | 26       |
| 52       | 27       | 28       | 29       | 30       | 31       |          |          |

## Ereignisse

### Politik und Weltgeschehen

#### Europa
- 7. Februar: Landgraf Friedrich IV. von Hessen-Homburg stirbt im Alter von 26 Jahren. Sein Sohn Friedrich V. ist zu diesem Zeitpunkt gerade drei Jahre alt. Ludwig VIII. von Hessen-Darmstadt versucht neuerlich, die Herrschaft über die Landgrafschaft zu erringen und übernimmt gemeinsam mit Friedrichs Mutter Ulrike Luise zu Solms-Braunfels die Regentschaft für den Unmündigen.

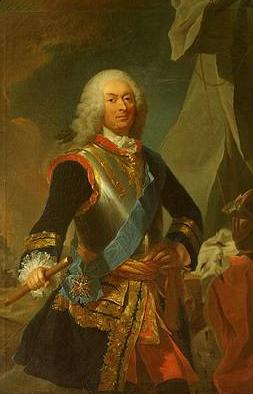
Landgraf Wilhelm VIII. von Hessen-Kassel, Gemälde von Johann Heinrich Tischbein dem Älteren

- 5. April: Der schwedische König Friedrich aus dem Haus Hessen, gleichzeitig Landgraf von Hessen-Kassel, stirbt, ohne einen legitimen Erben zu hinterlassen. In Schweden folgt ihm darauf Adolf Friedrich, der durch seinen Onkel Friedrich IV. von Schleswig-Holstein-Gottorf, dem Schwager Karls XII., mit dem schwedischen Königshaus verbunden ist, auf den Thron nach. Er wird am 26. November zum König gekrönt. In Hessen-Kassel wird Friedrichs Bruder Wilhelm VIII., der schon bisher die Regierungsgeschäfte geführt hat, neuer Landgraf.
- 22. Oktober: Nach dem Tod von Wilhelm IV. wird sein dreijähriger Sohn Wilhelm V. Fürst von Oranien und Nassau sowie Erbstatthalter der Niederlande unter der Vormundschaft seiner Mutter Anna von Großbritannien.
- 16. Dezember: Der elfjährige Leopold III. Friedrich Franz wird nach dem Tod seines Vaters Leopold II. Maximilian Fürst von Anhalt-Dessau unter der Vormundschaft seines Onkels Dietrich.

#### Asien
- 23. Januar: Lobsang Trashi und weitere tibetische Aufständische des Vorjahres werden von der chinesischen Justiz durch Zerstückelung hingerichtet, ihre Köpfe aufgespießt und öffentlich zur Schau gestellt. Das Kaiserreich China besetzt als Reaktion auf den Aufstand die Hauptstadt Lhasa und erzwingt vom tibetischen Dalai Lama Kelsang Gyatsho die Unterzeichnung eines Protektoratsvertrages.
- 31. August: Der zweite Karnataka-Krieg zwischen dem Königreich Großbritannien und Frankreich in Indien beginnt, nachdem der französische Generalgouverneur Joseph François Dupleix sich mit einheimischen Herrschern verbündet hat, um Unruhen und Aufstände gegen die britische Herrschaft zu schüren. Englische Truppen unter Sir Robert Clive erobern die Festung Arcot westlich von Madras. Während des Konflikts befinden sich die Mutterländer offiziell im Frieden. Die kämpfenden Truppen unterstehen formell ausschließlich der British East India Company und der Französischen Ostindien-Kompanie.

### Wirtschaft
- 9. Januar: Die Lübeckischen Anzeigen werden angekündigt und erscheinen in der Folge jeden Samstag.
- 24. Mai: Friedrich der Große verleiht im Sinne seiner merkantilistischen Wirtschaftspolitik ein Privileg an die neu gegründete Königlich Preußische Asiatische Compagnie in Emden nach Canton und China. Ziel der Kompanie ist die Einfuhr überseeischer Waren wie Tee, Porzellan, Seide, Gewürzen, Baumwolle und Arzneimitteln. Das Interesse an den ausgegebenen Aktien ist groß. Einer der Großaktionäre ist das Bank- und Handelshaus Splitgerber & Daum in Berlin. Um das Projekt weiter zu fördern, erklärt der König den Emder Hafen am 15. November zum Freihafen, womit alle Waren vom Zoll befreit werden.
- Der Schusswaffenhersteller J. P. Sauer & Sohn wird in Suhl gegründet.
- Die Oxford-Burcot Commission zur Verwaltung der Themse wird durch die Thames Navigation Commission ersetzt.
- Geschichte des Geldes#Anfänge in Nordamerika: Das Englische Parlament verbietet die von Benjamin Franklin initiierte Produktion von Papiergeld in Neuengland.

### Wissenschaft und Technik

#### Ausbildung

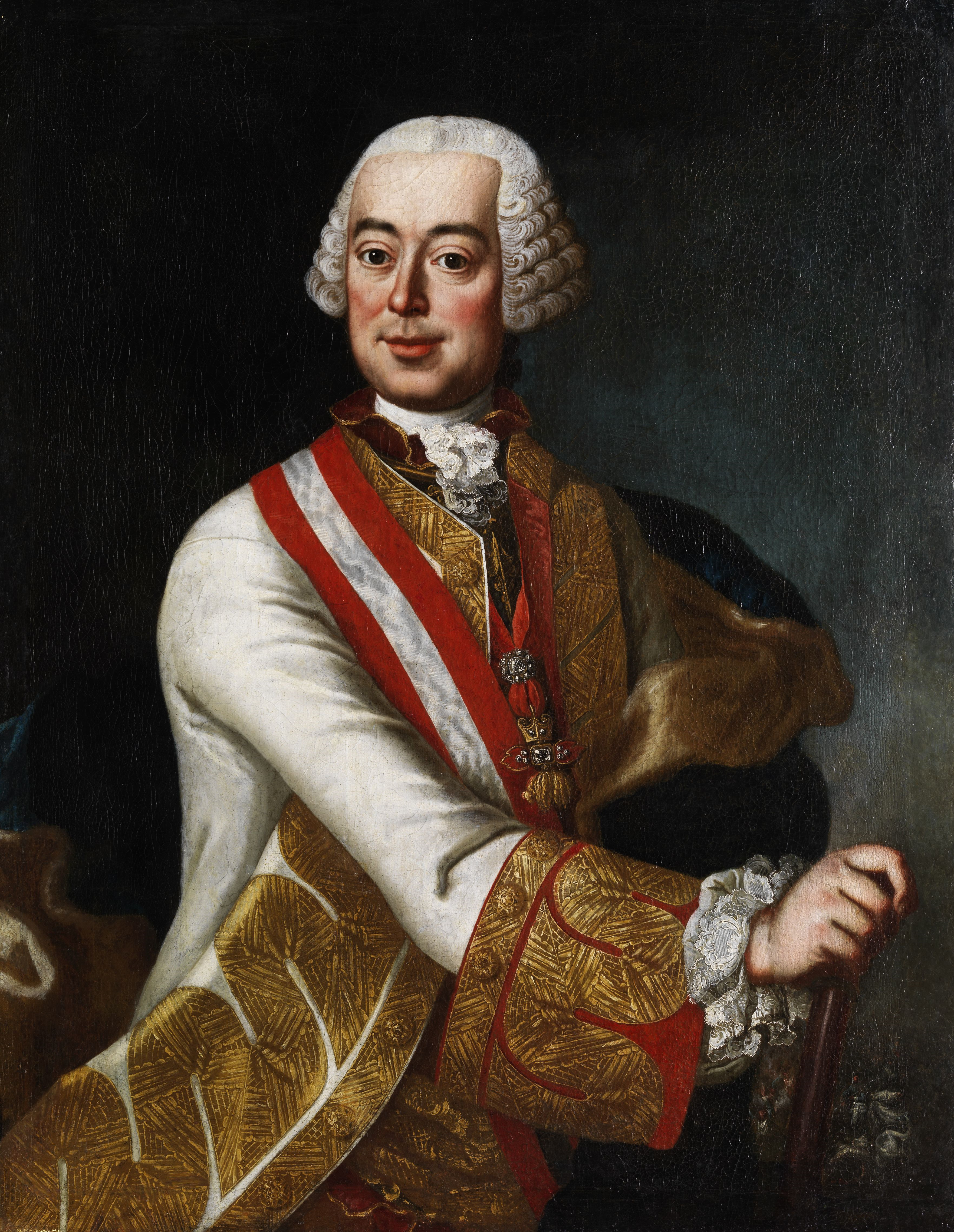
Leopold Joseph Graf von Daun

- 14. Dezember: In Wiener Neustadt wird im Auftrag von Erzherzogin Maria Theresia die Theresianische Militärakademie unter dem Kommandanten Leopold Joseph von Daun gegründet.

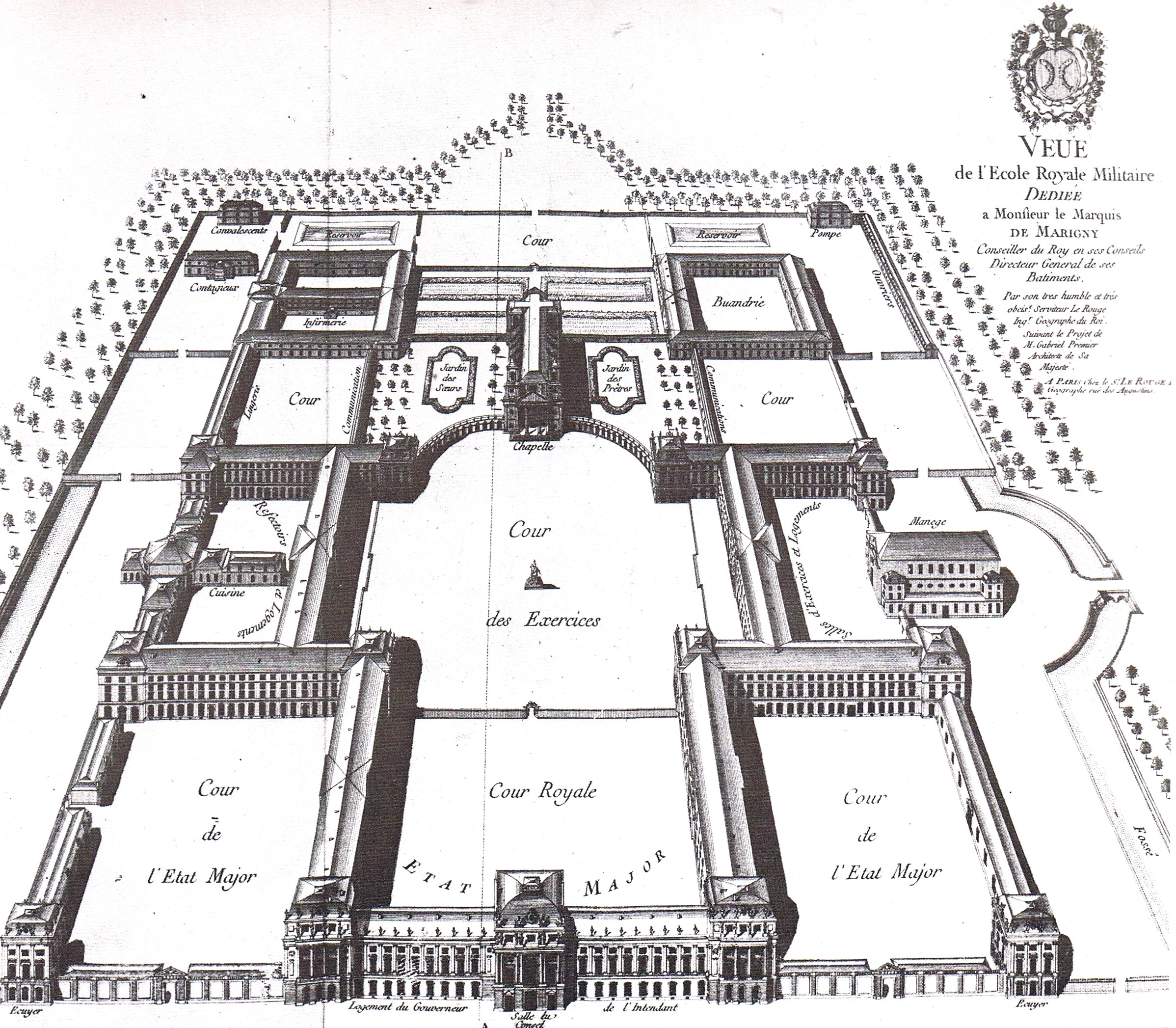
Zeichnung des Architekten Ange-Jacques Gabriel der École royale militaire aus dem Jahre 1751

- In Paris wird die École militaire gegründet, deren Hauptgebäude allerdings erst Jahrzehnte später erbaut werden.
- Das Schullehrer-Seminar zu Hannover wird gegründet.

#### Naturwissenschaften
- Dem schwedischen Chemiker Axel Frederic Cronstedt gelingt die reine Darstellung des Elements Nickel.
- Der französische Mönch und Astronom Nicolas-Louis de Lacaille entdeckt von seinem Beobachtungspunkt am Kap der Guten Hoffnung aus unter anderem den Emissionsnebel 30 Doradus, den Kugelsternhaufen 47 Tucanae und zahlreiche Offene Sternhaufen wie das später so genannte Herschels Schmuckkästchen, sowie IC 2602, NGC 2516, NGC 5662, NGC 6025 und NGC 6124. Die meisten Objekte charakterisiert er jedoch irrtümlich als Sterne.

#### Sonstiges
- In Frankreich wird der erste Band der Encyclopédie ou Dictionnaire raisonné des sciences, des arts et des métiers fertiggestellt und erscheint im Januar des folgenden Jahres. Das von Denis Diderot und Jean le Rond d’Alembert herausgegebene Werk wird zum Sprachrohr der Aufklärung.
- Die Akademie der Wissenschaften zu Göttingen wird gegründet.

### Kultur

#### Bildende Kunst
- Der englische Grafiker William Hogarth fertigt die sozialkritischen Kupferstiche Beer Street, Gin Lane sowie Four Stages of Cruelty.

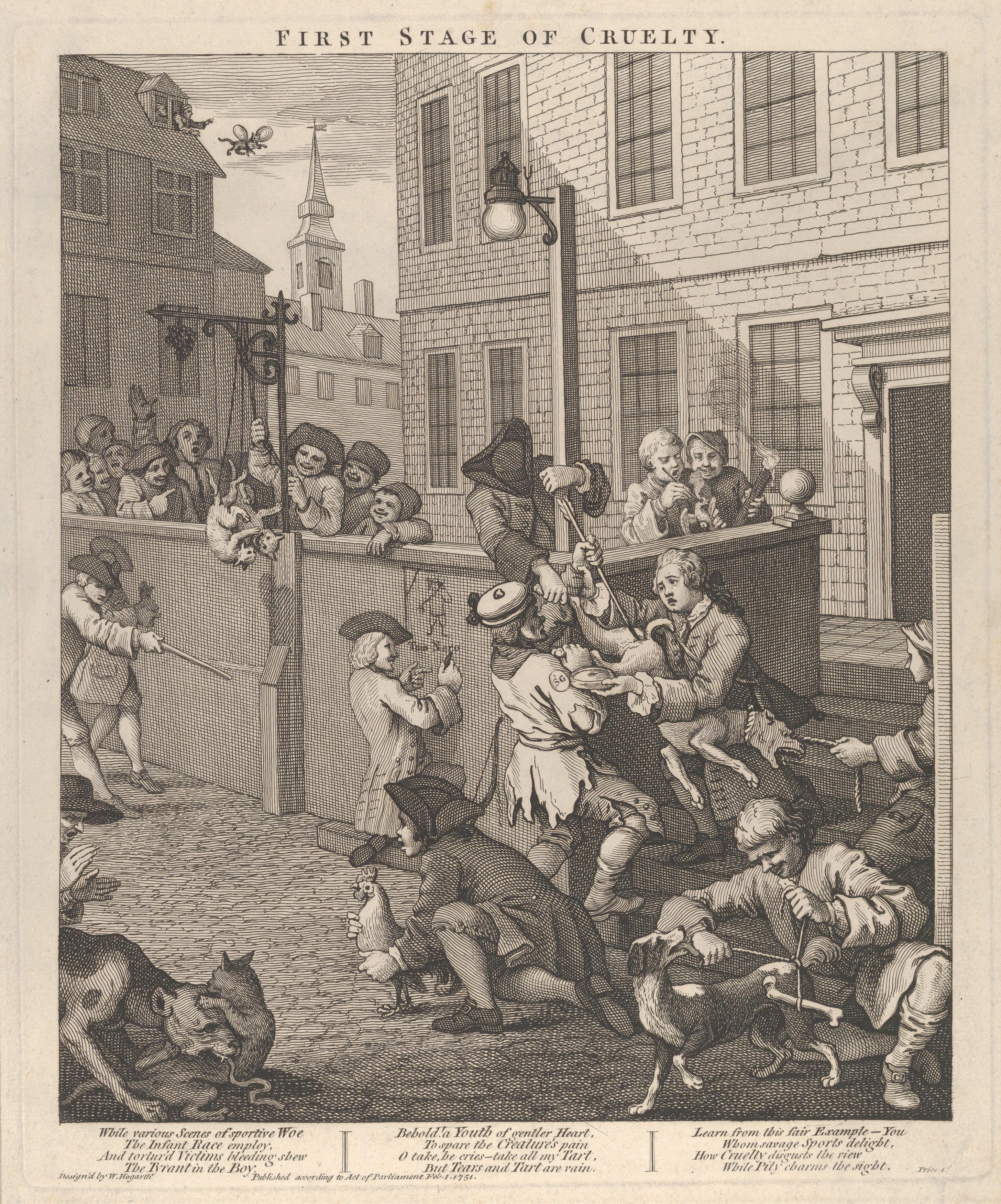
First stage of cruelty
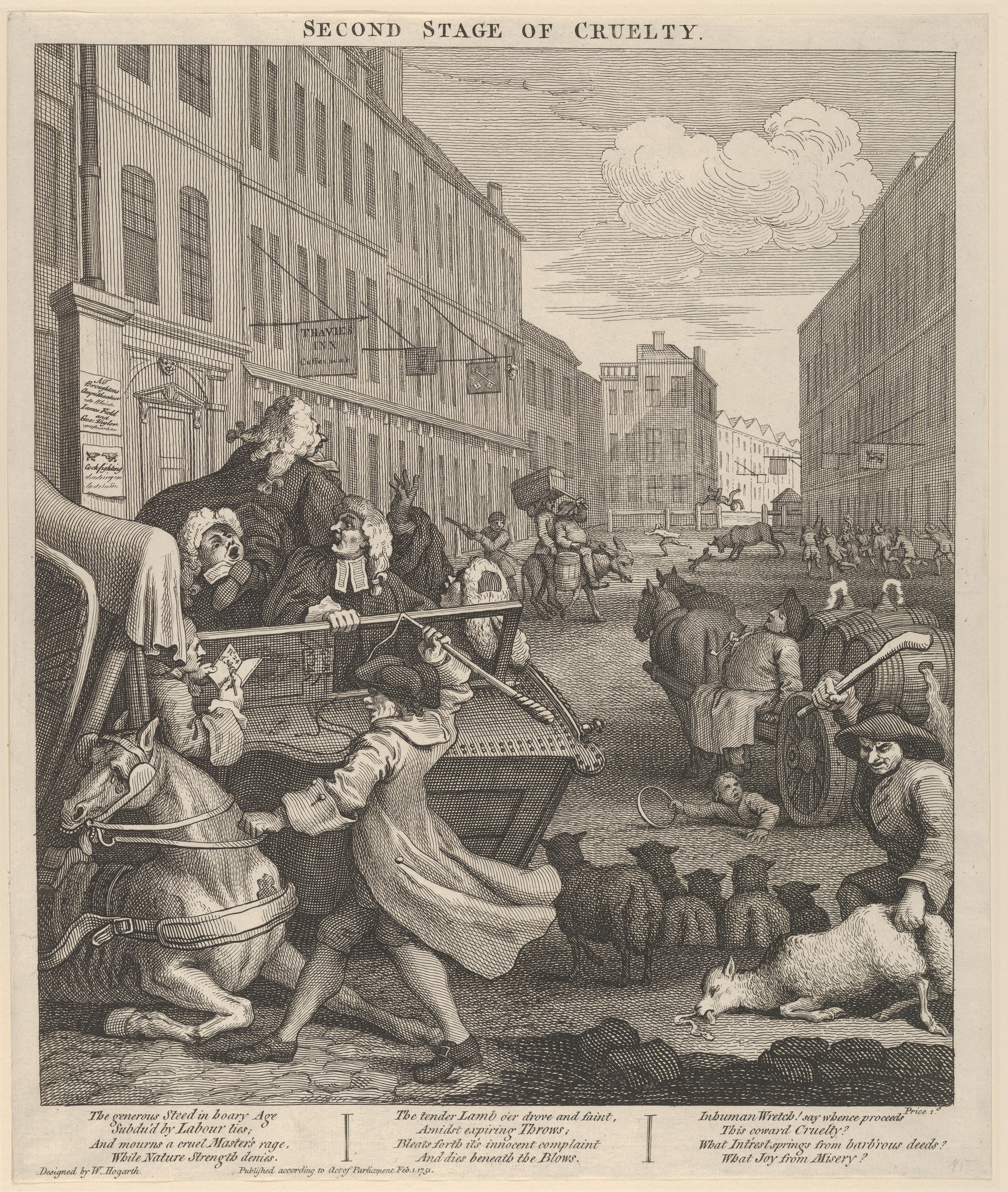
Second stage of cruelty
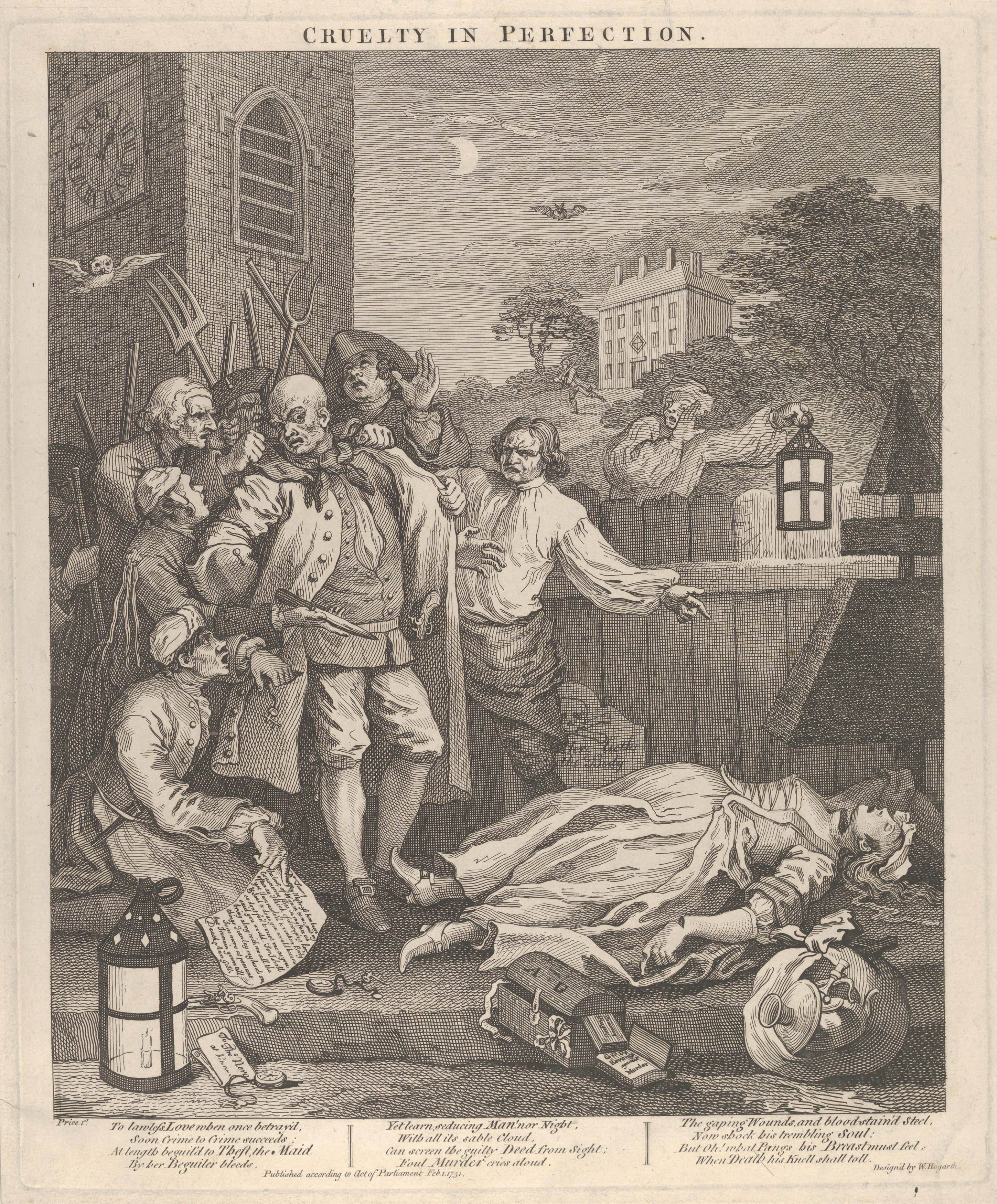
Cruelty in perfection
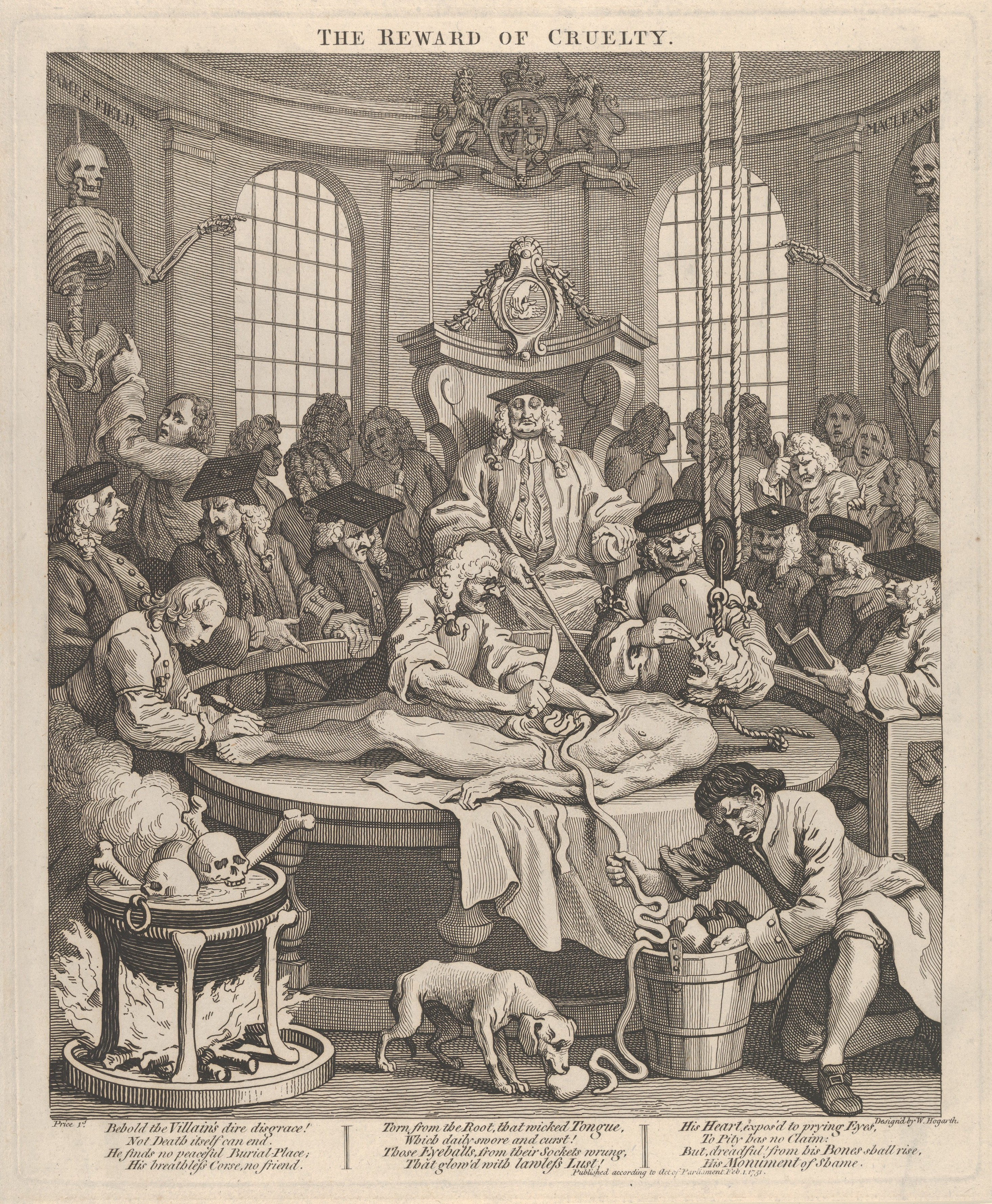
The reward of cruelty

#### Musik und Theater
- 9. Februar: Die Uraufführung der Oper Ifigenia in Aulide von Niccolò Jommelli findet am Teatro Apollo in Rom statt.
- 1. März: Das Oratorium The Choice of Hercules von Georg Friedrich Händel hat seine Uraufführung am Londoner Covent Garden Theatre statt. Weil das Werk für eine abendfüllende Unterhaltung nicht geeignet und das Oratorium Alexander's Feast mit anderthalb Stunden relativ kurz ist, spielt Händel The Choice of Hercules als dritten Akt für Alexander's Feast.
- 27. Oktober: Das Libretto Il re pastore von Pietro Metastasio wird in der Vertonung von Giuseppe Bonno im Gartentheater von Schloss Schönbrunn bei Wien erstmals aufgeführt. Eine weitere Vertonung von einem unbekannten Komponisten wird noch im gleichen Jahr in Hamburg zur Aufführung gebracht.

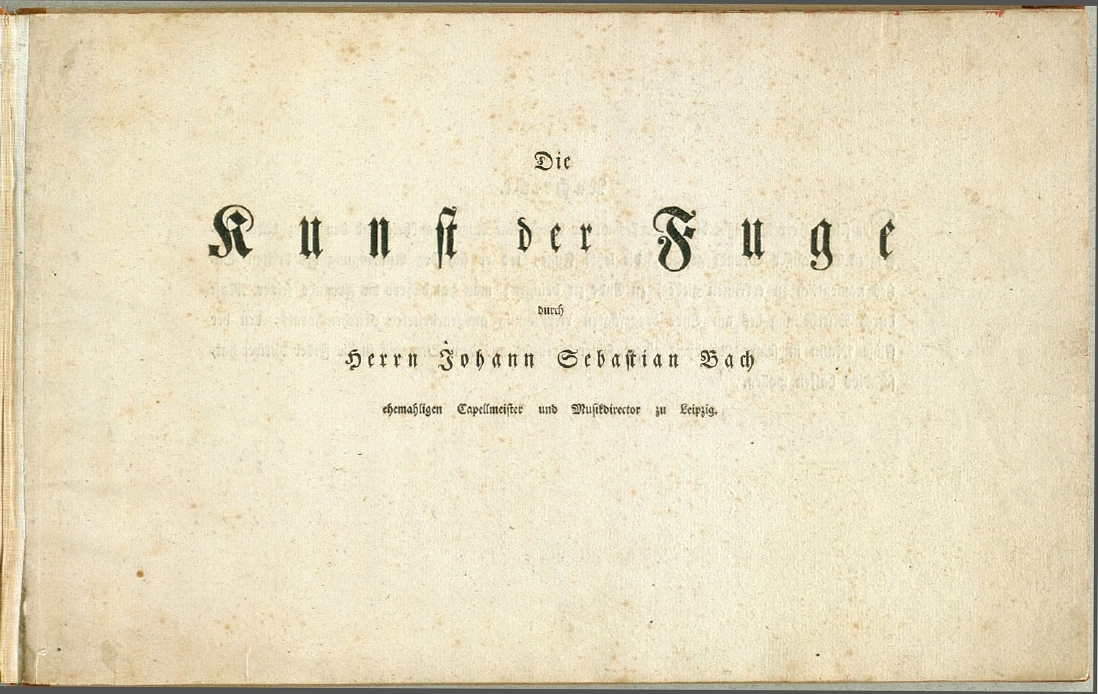
Titelblatt der Erstausgabe

- Ein Jahr nach dem Tod Johann Sebastian Bachs erscheint sein unvollendetes Werk Die Kunst der Fuge.
- Der italienische Komponist und Violinist Francesco Geminiani veröffentlicht das Lehrbuch The Art of Playing the Violin.

### Gesellschaft

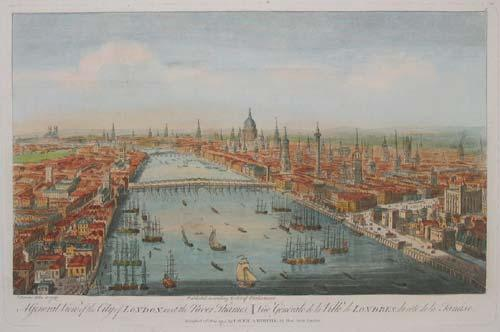
Panorama von London 1751

- 11. März: John Hill verfasst die weltweit erste Kolumne in der Zeitung London Adviser and Literary Gazette unter seinem Pseudonym The Inspector.
- 15. März: In Portugal erlässt König Joseph I. eine Verordnung gegen das Anbringen von Stierhörnern an den Häusern von gehörnten Ehemännern.
- 24. April: In Endingen am Kaiserstuhl wird Anna Schnidenwind nach einem der letzten Hexenprozesse in Europa nach vorheriger Erdrosselung auf dem Scheiterhaufen verbrannt. Sie wurde für den verheerenden Brand Wyhls am 7. März verantwortlich gemacht, den sie wohl beim Räuchern ausgelöst hat. Das Feuer hat einen Großteil der Ortschaft zerstört.
- 29. August: Im Keller des Heidelberger Schlosses wird die vierte Version des Großen Fasses, das größte Weinfass der Welt fertiggestellt. Es kann 221.726 Liter Wein aufnehmen.
- England stellt das seit dem 13. Jahrhundert praktizierte Jahresende vom 24. März auf den 31. Dezember um.
- Benjamin Franklin und Thomas Bond gründen in Philadelphia in der Province of Pennsylvania das Pennsylvania Hospital, das älteste Krankenhaus auf dem Gebiet der heutigen Vereinigten Staaten von Amerika.
- In Landsberg am Lech ist erstmals das Ruethenfest nachweisbar.

### Religion
- 18. Mai: Papst Benedikt XIV. veröffentlicht die päpstliche Bulle Providas romanorum, in der er sich wie seine Vorgänger gegen die Freimaurerei richtet, und allen katholischen Christen den Umgang mit Freimaurern verbietet.
- 6. Juni: Mit der päpstlichen Bulle Incuncta nobis wird das Patriarchat von Aquileia endgültig aufgelöst und wird auf das Erzbistum Udine und das Erzbistum Görz aufgeteilt.
- 18. November: Jean-Martin de Prades verteidigt seine theologische Dissertation an der Sorbonne. Seine Thesen führen zu einem Skandal an der theologischen Fakultät.
- Das Pomesanische Konsistorium der lutherischen Kirche in Preußen wird aufgelöst.

### Katastrophen
- 11. September: Schwere Sturmflut an der Nordsee richtet vor allem im Bereich der Elbe große Schäden an. Allein in Hamburg werden 3000 Häuser überflutet.

## Geboren

### Erstes Halbjahr
- 01. Januar: Benjamin Williams, US-amerikanischer Politiker († 1814)
- 12. Januar: Ferdinand IV., König von Neapel und Sizilien († 1825)
- 14. Januar: Corona Schröter, deutsche Sängerin und Schauspielerin († 1802)
- 14. Januar: Franz von Zeiller, österreichischer Jurist und Rektor der Universität Wien († 1828)
- 18. Januar: Ferdinand Kauer, österreichischer Komponist und Dirigent († 1831)
- 20. Januar: Ferdinand, Herzog von Parma, Piacenza und Guastalla († 1802)
- 23. Januar: Jakob Michael Reinhold Lenz, deutscher Schriftsteller († 1792)
- 28. Januar: Georg Heinrich Sieveking, Hamburger Unternehmer und Aufklärer († 1799)
- 28. Januar: Georg Adolf Suckow, sächsischer Naturwissenschaftler († 1813)
- 29. Januar: Joseph Bradley Varnum, US-amerikanischer Politiker († 1821)
- 31. Januar: Jean-François Carteaux, französischer General († 1813)
- 15. Februar: Johann Heinrich Wilhelm Tischbein, hessischer Maler († 1829)
- 20. Februar: Stanisław Szczęsny Potocki, polnischer Magnat, Organisator der Konföderation von Targowica († 1805)
- 20. Februar: Johann Heinrich Voß, deutscher Dichter und Übersetzer berühmter Klassiker († 1826)
- 22. Februar: Heinrich XV. Reuß zu Greiz, österreichischer Feldmarschall († 1825)
- 23. Februar: Henry Dearborn, US-amerikanischer Arzt, Politiker und Offizier († 1829)
- 02. März: Thomas Blaikie, schottischer Gartenarchitekt († 1838)
- 02. März: Carl Christian Friedrich Langheld, deutscher Jurist und Amtmann († 1823)
- 03. März: Pierre Prevost, französisch-schweizerischer Philosoph und Physiker († 1839)
- 05. März: Jan Křtitel Kuchař, tschechischer Komponist († 1829)

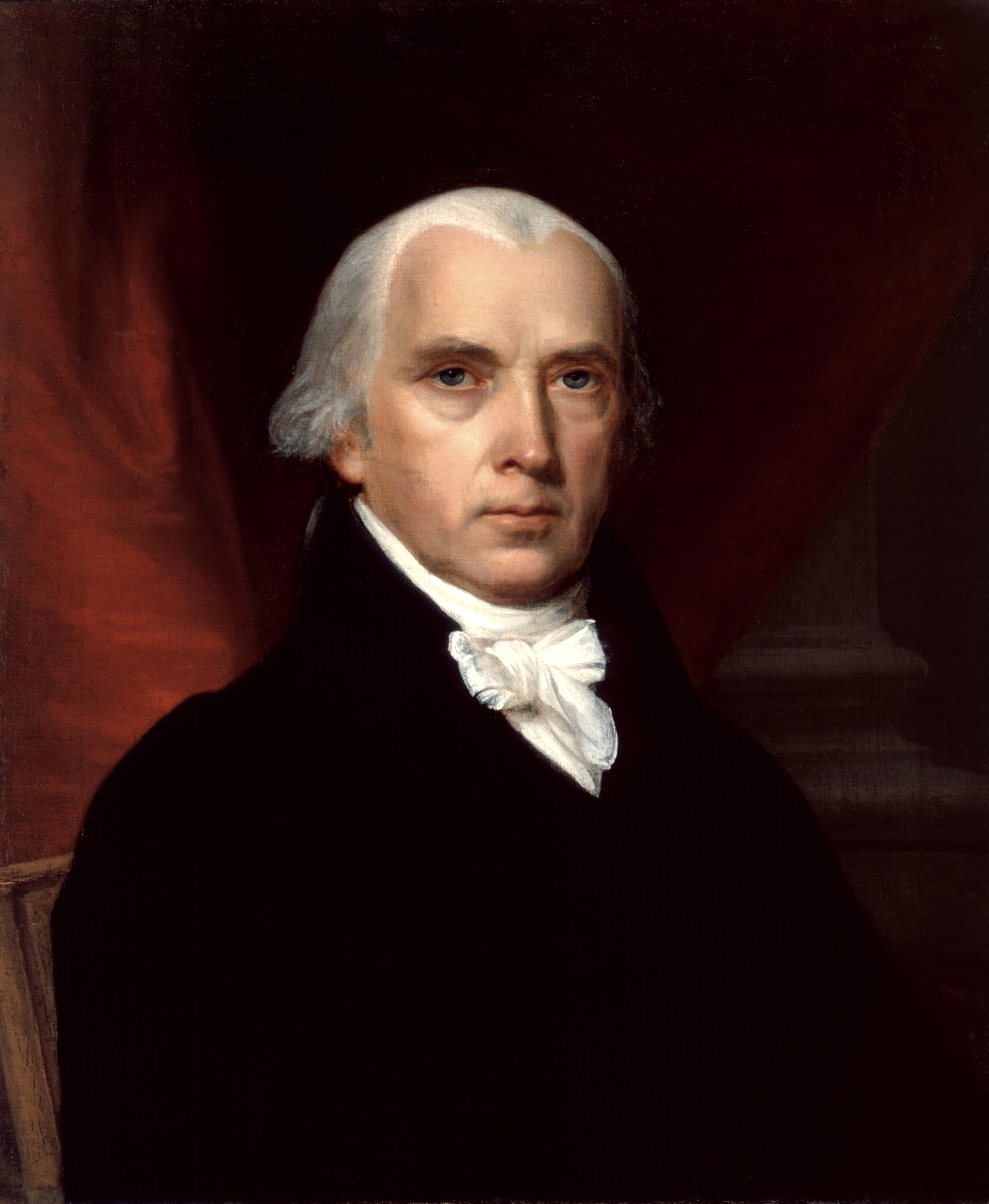
James Madison, 1816

- 16. März: James Madison, US-amerikanischer Politiker, 4. Präsident der USA († 1836)
- 17. März: Andreas Dahl, schwedischer Botaniker († 1789)
- 19. März: Maria Josepha, Prinzessin von Österreich, Ungarn, Böhmen und der Toskana († 1767)
- 01. April: Joseph Lange, deutscher Schauspieler, Maler, Komponist und Schriftsteller († 1831)
- 03. April: Lorenz Karsten, deutscher Ökonom, Agrarwissenschaftler und Hochschullehrer († 1829)
- 03. April: Jean-Baptiste Lemoyne, französischer Komponist († 1796)
- 15. April: Friedrich August Wiedeburg, deutscher Pädagoge und Philologe († 1815)
- 23. April: Gilbert Elliot-Murray-Kynynmound, 1. Earl of Minto, britischer Politiker und Diplomat († 1814)
- 01. Mai: Archibald Hamilton Rowan, irischer Nationalist († 1834)
- 05. Mai: Amélie de Boufflers, Herzogin von Biron, Opfer der Französischen Revolution († 1794)
- 06. Mai: François Rodolphe de Weiss, Schweizer Politiker, Schriftsteller und Offizier († 1818)
- 07. Mai: Isabelle de Montolieu, Schweizer Schriftstellerin († 1832)
- 09. Mai: Jakob Friedrich von Abel, deutscher Philosoph († 1829)
- 11. Mai: Ralph Earl, US-amerikanischer Maler († 1801)
- 11. Mai: Ferdinand Otto Vollrath Lawätz, deutsch-dänischer Jurist, Gutsbesitzer, Autor und Beamter († 1840)
- 23. Mai: Claude-François Achard, französischer Romanist und Provenzalist († 1809)
- 24. Mai: Karl Emanuel IV., König von Sardinien-Piemont und Herzog von Savoyen († 1819)
- 04. Juni: Ludwig August von Stutterheim, preußischer General († 1826)
- 10. Juni: Peleg Arnold, US-amerikanischer Jurist und Politiker († 1820)
- 27. Juni: Johann Heinrich Voigt, deutscher Mathematiker, Astronom und Physiker († 1823)

### Zweites Halbjahr
- 05. Juli: Carl Gottlob Heinrich Arndt, deutscher Geistlicher und Dompropst († 1830)
- 12. Juli: Henri-David Chaillet, Schweizer evangelischer Geistlicher († 1823)
- 22. Juli: Caroline Mathilde von Großbritannien, Königin von Dänemark und Norwegen († 1775)
- 23. Juli: Karl Gottlob Anton, deutscher Jurist, Politiker und Historiker († 1818)
- 28. Juli: Carl Anton von Arnstedt, preußischer Gutsherr und Beamter († 1822)
- 30. Juli: Hermann, Fürst von Hohenzollern-Hechingen († 1810)
- 30. Juli: Maria Anna Mozart, genannt Nannerl, Salzburger Pianistin, Schwester von Wolfgang Amadeus Mozart († 1829)
- 06. August: Karl Ludwig Nitzsch, deutscher Theologe († 1831)
- 07. August: Wilhelmine von Preußen, Erbstatthalterin der Niederlande († 1820)
- 19. August: Samuel Prescott, Patriot im Amerikanischen Unabhängigkeitskrieg († 1777)
- 26. August: Manuel Abad y Queipo, spanischer Kirchenrechtler († 1825)
- 28. August: Ernst Julius Walch, deutscher evangelischer Geistlicher und Pädagoge († 1825)
- 01. September: Emanuel Schikaneder, bayerischer Schauspieler, Regisseur und Theaterdirektor († 1812)
- 05. September: John Shore, 1. Baron Teignmouth, britischer Politiker, Generalgouverneur von Fort William († 1834)
- 05. September: François-Joseph Westermann, französischer General († 1794)
- 10. September: Bartolomeo Campagnoli, italienischer Violinist, Komponist und Dirigent († 1827)
- 16. September: Ernst Friedrich Hector Falcke, Bürgermeister von Hannover († 1809)
- 16. September: Johann Joseph Kausch, schlesischer Mediziner und Schriftsteller († 1825)
- 26. September: Cornelis Willem de Rhoer, niederländischer Historiker, Rhetoriker, Philologe und Rechtswissenschaftler († 1821)
- 30. September: Johann Georg Bach, deutscher Organist und Advokat († 1797)
- 11. Oktober: Jean-Henri Voulland, französischer Politiker († 1801)
- 16. Oktober: Friederike Luise von Hessen-Darmstadt, Königin von Preußen († 1805)
- 20. Oktober: Urs Glutz von Blotzheim, Schweizer Offizier und Politiker († 1816)
- 21. Oktober: Johann Andreas Goll, deutscher Orgelbauer († 1823)
- 22. Oktober: Johanna Henriette de Bombelles, Landgräfin von Hessen-Rotenburg († 1822)
- 22. Oktober: Nathanael Gottfried Leske, deutscher Naturforscher und Geologe († 1786)
- 22. Oktober: Karl Friedrich Zepernick, deutscher Rechtswissenschaftler und Richter († 1839)
- 24. Oktober: Georg Scholl, deutsch-österreichischer Gärtner († 1831)
- 30. Oktober: Richard Brinsley Sheridan, irischer Dramatiker und Politiker († 1816)
- 17. November: Johann Michael Sailer, katholischer Theologe und Bischof von Regensburg  († 1832)
- 01. Dezember: Charles-Philippe Ronsin, französischer Politiker († 1794)
- 05. Dezember: Wilhelm Georg von Schack, preußischer Generalmajor († 1827)
- 08. Dezember: Heinrich Friedrich Füger, deutscher Maler († 1818)
- 09. Dezember: Maria Luise von Bourbon-Parma, Königin von Spanien († 1819)
- 10. Dezember: George Shaw, englischer Botaniker, Zoologe († 1813)
- 11. Dezember: Christian Konrad Wilhelm von Dohm, preußischer Diplomat und aufklärerischer Schriftsteller († 1820)
- 18. Dezember: George Wyndham, 3. Earl of Egremont, britischer Peer und Mäzen († 1837)
- 21. Dezember: Konrad Wilhelm Ledderhose, deutscher Jurist († 1812)
- 25. Dezember: George Gordon, britischer Politiker († 1793)
- 26. Dezember: Klemens Maria Hofbauer, österreichischer Prediger, Mitglied des Ordens der Redemptoristen († 1820)
- 31. Dezember: Johann Baptist von Lampi, italienischer Porträtmaler († 1830)

### Genaues Geburtsdatum unbekannt
- Karl David Ackermann, deutscher Schauspieler, Sänger und Brauereibesitzer († 1811)
- Carl Gottlieb Albrecht, deutscher Beamter († 1819)
- Georg Anreith, deutscher Baumeister († 1823)
- Dmytro Bortnjanskyj, ukrainischer Komponist († 1825)
- William Elphinstone, britischer Seemann auf der Bounty († 1789)
- Thomas Hall, britischer Seemann auf der Bounty († 1789)
- Jan Hataš, böhmischer Komponist († 1784)

### Geboren um 1751
- Mai, polynesischer Weltreisender († 1780)

## Gestorben

### Januar bis April
- 17. Januar: Tomaso Albinoni, italienischer Komponist und Violinist (* 1671)
- 23. Januar: Lobsang Trashi, tibetischer Haushofmeister und Aufständischer gegen die chinesische Herrschaft
- 29. Januar: Jacob van Schuppen, Hofmaler am kaiserlichen Hof in Wien (* 1670)
- 03. Februar: Christian David, deutsch-mährischer Zimmerer, Gründer von Herrnhut und evangelischer Missionar der Herrnhuter Brüdergemeine (* 1692)
- 03. Februar: Ōoka Tadasuke, japanischer Beamter (* 1677)
- 07. Februar: Friedrich IV., Landgraf von Hessen-Homburg (* 1724)
- 08. Februar: Nicola Salvi, italienischer Architekt (* 1697)
- 09. Februar: Henri François d’Aguesseau, französischer Politiker, Kanzler von Frankreich (* 1668)
- 10. Februar: Quirin Weber, deutscher Orgelbauer (* 1693)
- 11. Februar: Lukas Fattet, Schweizer Unternehmer und Pietist (* 1692)
- 11. Februar: Johann Christian Feige, deutscher Bildhauer und Bildschnitzer (* 1689)
- 18. Februar: Giuseppe Matteo Alberti, italienischer Komponist und Violinist (* 1685)
- 24. Februar: Christian Gottlieb Schwarz, deutscher Philologe und Hochschullehrer (* 1675)
- 25. Februar: Georg Caspar Schürmann, deutscher Komponist (* 1672 oder 1673)
- 27. Februar: Johann Christoph Richter, Leipziger Rats- und Handelsherr (* 1689)
- 21. März: Johann Heinrich Zedler, schlesischer Buchhändler und Verleger in Leipzig (* 1706)
- 24. März: Johann Pálffy, kaiserlicher Feldmarschall und Palatin von Ungarn (* 1664)
- 30. März: Louise Julie de Mailly-Nesle, französische Adelige und Mätresse Ludwigs XV. (* 1710)
- 31. März: Friedrich Ludwig von Hannover, Prince of Wales (* 1707)
- 05. April: Friedrich I., König von Schweden und Landgraf von Hessen-Kassel (* 1676)
- 09. April: Luise Sophie von Hanau, Gräfin von Nassau-Ottweiler (* 1662)
- 12. April: Sigismund von Kollonitz, Titularbischof von Scutari, Bischof von Waitzen und Fürsterzbischof von Wien (* 1677)
- 20. April: Gisela Agnes von Anhalt-Köthen, Fürstin von Anhalt-Dessau (* 1722)
- 22. April: Francis Scott, 2. Duke of Buccleuch, schottischer Adliger (* 1695)
- 23. April: Jacques I., Fürst von Monaco (* 1689)
- 24. April: Charles Calvert, 5. Baron Baltimore, Lord Proprietor der Kolonie Maryland (* 1699)
- 24. April: Anna Schnidenwind, Breisgauer Bäuerin, Opfer der Hexenverfolgung (* 1688)
- 27. April: Johann Wilhelm von Berger, deutscher Philosoph, Rhetoriker und Historiker (* 1672)
- 30. April: Cajetan Gerstlacher, bayerischer Augustiner-Chorherr (* 1698)
- 30. April: Peter von Lacy, russischer Generalfeldmarschall (* 1678)

### Mai bis August
- 02. Mai: Maria Maddalena Musi, genannt „la Mignatta“, italienische Opernsängerin (Sopran) (* 1669)
- 09. Mai: Christian Ludwig Hermann, deutscher Baumeister und Architekt (* 1687/88)
- 10. Mai: Johann Beyer, Tischler und Astronom in Hamburg (* 1673)
- 11. Mai: Johann Christian Kundmann, deutscher Mediziner, Numismatiker, Sammler und Buchautor (* 1684)
- 14. Mai: Henry Theodore Reinhold, deutscher Opernsänger
- 19. Mai: Józef Potocki, polnisches Mitglied der Szlachta und Großhetman der polnischen Krone (* 1673)
- 20. Mai: Domènech Terradellas, spanischer Opernkomponist (* 1711)
- 27. Mai: Johan III. de Witt, niederländischer Patrizier, Präsident der Rechenkammer der österreichischen Niederlande (* 1694)
- 01. Juni: Theodor Crüger, deutscher lutherischer Theologe und Historiker (* 1694)
- 06. Juni: Christlieb von Clausberg, deutscher Mathematiker (* 1689)
- 09. Juni: John Machin, englischer Astronom und Mathematiker (* 1680)
- 10. Juni: Hieronymus Cristani von Rall, Salzburger Hofkanzler (* 1692/93)
- 15. Juni: Michael Adolf Siebenhaar, deutscher Zeichner und Maler (* 1691)
- 20. Juni: Johann Baptist Ferolski, Kurmainzer Architekt und Festungsbaumeister
- 02. Juli: François Robichon de la Guérinière, französischer Reitmeister, Erfinder der modernen Reitkunst (* 1688)
- 04. Juli: Jürgen Matthias von der Hude, deutscher Maler (* 1690)
- 11. Juli: Auguste Dorothea von Braunschweig-Wolfenbüttel, Gräfin von Schwarzburg-Sondershausen und Kunstsammlerin (* 1666)
- 12. Juli: Tokugawa Yoshimune, japanischer Shōgun (* 1684)
- 22. Juli: Johann Melchior Kraft, deutscher lutherischer Theologe (* 1673)
- 25. Juli: Johann Friedrich Lampe, deutsch-britischer Komponist und Fagottist (* 1703)
- 27. Juli: Lucas von Spreckelsen, deutscher Jurist, Ratsherr und Bürgermeister von Hamburg (* 1691)
- 31. Juli: Benigna Marie Reuß zu Ebersdorf, deutsche Gräfin und Kirchenlieddichterin (* 1695)
- 25. August: Christian Friedrich Rolle, deutscher Komponist und Organist (* 1681)
- 30. August: Christopher Polhem, schwedischer Wissenschaftler und Erfinder (* 1661)

### September bis Dezember
- 04. September: Jacques Philippe d’Orville, niederländischer Altphilologe (* 1696)
- 14. September: Johann Matthias Florin, deutscher Hochschullehrer (* 1680)
- 14. September: Johann Michael Hoppenhaupt, deutscher Bildhauer und Baumeister (* 1685)
- 18. September: Johann Andreas Hommel, Memminger Maler (* 1677)
- 18. September: Leopoldo Retti, italienischer Architekt (* 1704)
- 19. September: Franz Xaver Forchner, schwäbischer Maler (* 1717)
- 02. Oktober: Pierre du Mage, französischer Organist und Komponist (* 1674)
- 16. Oktober: Christine Charlotte zu Solms-Braunfels, Prinzessin von Hessen-Homburg (* 1690)
- 22. Oktober: Wilhelm IV., Fürst von Oranien und Nassau und Erbstatthalter der Vereinigten Provinzen der Niederlande (* 1711)
- 25. Oktober: Namiki Sōsuke, japanischer Schriftsteller (* 1695)
- 26. Oktober: Philip Doddridge, englischer Dissenter sowie Erzieher und Hymnendichter (* 1702)
- 26. Oktober: Gion Nankai, japanischer Maler, Dichter und Konfuzianist (* 1676)
- 27. Oktober: Johann Georg Dominikus Grasmair, Tiroler Maler (* 1691)
- 11. November: Julien Offray de La Mettrie, französischer Arzt und Philosoph (* 1709)
- 15. November: Benedikt Gambs, süddeutscher Maler (* um 1703)
- 16. November: George Graham, englischer Uhrmacher (* 1673)
- 18. November: Abraham Vater, preußischer Mediziner und Philosoph (* 1684)
- 30. November: Jean-Philippe de Chéseaux, Schweizer Astronom (* 1718)
- 12. Dezember: Henry St. John, 1. Viscount Bolingbroke, britischer Politiker und Philosoph (* 1678)
- 16. Dezember: Leopold II. Maximilian, Fürst von Anhalt-Dessau und preußischer General (* 1700)
- 16. Dezember: Johann Christian Schöttgen, deutscher Pädagoge, Historiker und Lexikograph (* 1687)
- 18. Dezember: Kilian Ignaz Dientzenhofer, böhmischer Baumeister (* 1689)
- 19. Dezember: Balthasar Gerhard Hanneken, deutscher evangelisch-lutherischer Geistlicher, Hauptpastor am Lübecker Dom und Senior (* 1678)
- 19. Dezember: Louise von Großbritannien, Irland und Hannover, Königin von Dänemark und Norwegen (* 1724)
- 22. Dezember: Johann Tobias Augustynowicz, Erzbischof von Lemberg (* 1664)
- 26. Dezember: Girolamo Nicolò Laurenti, italienischer Violinist und Komponist (* 1678)
- 28. Dezember: Erich Philipp Ploennies, deutscher Mathematiker, Baumeister und Kartograph (* 1672)

### Genaues Todesdatum unbekannt
- Richard Cassels, deutsch-irischer Architekt (* 1690)
- Manuel Correia de Lacerda, Gouverneur von Portugiesisch-Timor (* 1679)
- Johann Benedikt Ettl, Augsburger Baumeister und Architekt (* 1678)
- Claudius Innocentius du Paquier, Begründer der Wiener Porzellanmanufaktur (* 1679)
- Giovanni Reali, venezianischer Violinist, Komponist und Kapellmeister (* 1681)
- Jan Władysław Suchodolec, polnischer Baumeister, Geodät und Kartograf in preußischem Dienst (* 1687)